# سیارک ۲۳۴۰۵
سیارک ۲۳۴۰۵ (به انگلیسی: 23405 Nisyros، نامگذاری:1973SB1) بیست و سه هزار و چهارصد و پنجمین سیارک کشف شده‌است که در ۱۹ سپتامبر ۱۹۷۳ کشف شد.
قدر مطلق سیارک برابر ۳۷.۱ است.